# Radosław Mroczkowski
Radosław Mroczkowski (ur. 4 listopada 1967 w Poddębicach) – polski piłkarz i trener piłkarski.

## Kariera trenerska
Jest absolwentem Akademii Wychowania Fizycznego w Warszawie i wychowankiem Startu Łódź, w którym – po zakończeniu kariery zawodniczej – trenował drużyny młodzieżowe. Podobną funkcję pełnił w Widzewie Łódź i UKS SMS Łódź. Prowadził również zespoły juniorskie Łódzkiego Związku Piłki Nożnej.
W 2006 powierzono mu funkcję trenera reprezentacji Polski U-18, później był selekcjonerem drużyny U-16. W lipcu 2008 wszedł w skład sztabu trenerskiego Leo Beenhakkera, ówczesnego trenera kadry A, sam zaś został nowym szkoleniowcem reprezentacji U-21. Następnie – razem z Andrzejem Dawidziukiem – przejął we wrześniu 2009 kadrę U-23.
W grudniu 2009 został trenerem Dolcanu Ząbki, z którego odszedł po czterech miesiącach.
Od lipca 2010 prowadził drużynę Młodej Ekstraklasy Widzewa Łódź, w czerwcu 2011 zaś, podpisując trzyletni kontrakt, objął funkcję trenera pierwszej drużyny. 4 czerwca 2011 na stadionie przy al. Piłsudskiego odbyła się oficjalna prezentacja nowego szkoleniowca zespołu. Tym samym Radosław Mroczkowski stał się 36. w historii szkoleniowcem łódzkiej drużyny w rozgrywkach Ekstraklasy. Pierwszy swój mecz za sterami Widzewa rozegrał przeciwko pierwszoligowemu Dolcanowi i zakończył się on wygraną jego podopiecznych. W 2011 został ogłoszony „Trenerem Miesiąca Sierpnia” w Ekstraklasie, pokonując José Mari Bakero oraz Leszka Ojrzyńskiego. W 2012 po meczu z Zagłębiem Lubin otrzymał statuetkę „Widzewiaka Roku”. W sierpniu tamtego roku ponownie został ogłoszony „Trenerem Miesiąca Sierpnia”. Z Widzewem doszedł do finału hiszpańskiego, towarzyskiego turnieju Copa del Sol, w którym łódzki zespół przegrał 1:2 (0:1) z Szachtarem Donieck. Pod koniec września 2013 został zwolniony.
18 grudnia 2014 został trenerem drugoligowego Rakowa Częstochowa. 3 października 2015, decyzją zarządu klubu, został zwolniony z funkcji trenera.
11 stycznia 2016 objął posadę opiekuna pierwszoligowej Sandecji Nowy Sącz. W sezonie 2016/17 wygrał z nią rozgrywki I ligi i awansował z tym zespołem do Ekstraklasy. Po 100 dniach pracy, 11 grudnia 2017 został zwolniony.
W połowie czerwca 2018 podpisał nowy kontrakt z Widzewem, a już kilka dni później zadebiutował w wygranym 3:2 wyjazdowym meczu ostatniej kolejki III ligi z Sokołem Ostróda, dzięki czemu jego zespół uzyskał awans na wyższy szczebel rozgrywkowy. 7 kwietnia 2019 został zwolniony z posady trenera Widzewa.
20 maja 2019 podpisał kontrakt z pierwszoligowym Zagłębiem Sosnowiec, której trenerem był do 29 września 2019. Od 25 listopada 2020 do 28 września 2021 był trenerem występującej w I lidze Resovii.

## Sukcesy

### Klubowe
Sandecja Nowy Sącz
- I liga Mistrzostwo i awans do Ekstraklasy: 2016/17

Widzew Łódź
- III Liga Mistrzostwo grupy I i awans do II ligi: 2017/18

### Indywidualne
- Trener miesiąca w Ekstraklasie: sierpień 2011, sierpień 2012
- Widzewiak Roku: 2012